# Richard Threlfall
Richard Threlfall FRS(14 de agosto de 1861 – 10 de julho de 1932) foi um químico e engenheiro inglês, que estabeleceu a Escola de Física da Universidade de Sydney e fez contribuições fundamentais à ciência militar durante a Primeira Guerra Mundial. Foi eleito fellow da Royal Society em 1899, KBE em 1917 e GBE em 1927.

## Vida e formação
Filho de Richard Threlfall, frequentou o Clifton College, seguido depois para o Gonville and Caius College (Cambridge).

## Carreira científica
Após a graduação foi demonstrador no Laboratório Cavendish.

### Professor
In 1886 Threlfall foi apontado como professor de física da Universidade de Sydney e fundou a escola. Não havia um prédio e pouco aparato quando começou seu trabalho, mas em 1888 um laboratório de física foi concluído e os equipamentos necessários foram adquiridos. Uma invenção inicial foi o micrótomo de balanço, um instrumento que provou ser de grande valor no estudo biológico. Outra invenção foi uma balança de fios de quartzo, que lhe permitiu obter grande precisão na comparação de valores de gravidade em diferentes locais. Em 1896 foi presidente de uma comissão real sobre o transporte de carvão em navios. Ele obteve licença em 1898 para investigar os métodos de ensino de disciplinas elétricas na Europa, mas em seu retorno renunciou à sua cadeira a partir de 31 de dezembro de 1898, pois as circunstâncias exigiam que ele morasse na Inglaterra.

## Engenheiro consultor
Threlfall tornou-se engenheiro consultor e estabeleceu uma grande reputação como eletroquímico, combinando insights químicos com a aptidão de um engenheiro. Juntou-se à empresa Albright and Wilson, grandes produtores de fósforo, em Oldbury, Midlands Ocidentais, e continuou com esta relação até o momento de sua morte. Sua experiência nessa direção foi provar o maior serviço ao seu país durante a Primeira Guerra Mundial (1914–1918), principalmente em conexão com cortinas de fumaça e balas de rastreamento. Em 1915 fez parte do Board of Invention and Research; em 1916 ingressou no conselho consultivo de pesquisa científica e industrial e também no conselho de invenções de munições. Em 1917 tornou-se membro do comitê de guerra químicae, em 1918, ingressou no conselho de conservação de alimentos. Entrou no conselho de pesquisa de combustíveis em 1917 e, tendo a organização continuado seu trabalho após a guerra, foi seu presidente em 1923.
Embora seu trabalho principal fosse em química industrial, ele manteve seu interesse pela ciência pura e participou frequentemente das reuniões da Royal Society de Londres.
Foi eleito membro da Royal Society em 1899.

## Morte
Threlfall morreu em 10 de julho de 1932 e foi sepultado em um túmulo da família na St Anne's Church em Woodplumpton, Lancashire. Foi pai de quatro filhos e duas filhas. É autor de On Laboratory Arts, publicado em 1898, e de artigos em revistas científicas.